# Хуліо Лінарес
Хуліо Ернесто Лінарес (7 серпня 1930, Панама — 27 жовтня 1993, Нью-Йорк) — був панамським дипломатом і політиком. Міністр закордонних справ Панами (1989-1993).

## Життєпис
Отримав ступінь права та політології в Панамському університеті та доктора юридичних наук у Мадридському університеті, Іспанія. Він займався юридичною підготовкою та міжнародною політикою в Міжнародному університеті соціальних досліджень в Римі, Італія. Він працював на кафедрі міжнародного публічного права в Панамському університеті, де він також був секретарем, віце-деканом і тимчасовим деканом.
Був членом Національної Асамблеї, головним членом Національної ради закордонних справ, президентом Ради директорів Інституту житлового господарства та урбанізму та Комітету з контролю за іграми, радником міністра постійної делегації Панами в ООН, представником Панами перед Світовим банком, головним представником Панами перед Міжамериканською економічною та соціальною радою, а також у Раді V керуючих Міжамериканського банку розвитку. Був міністром закордонних справ, міністром фінансів та казначейства та виконувачем обов'язків міністра праці та соціального забезпечення.
Крім того, він був партнером юридичної фірми Tapia, Linares і Alfaro, президентом клубу Unión, президентом Націоналістичної партії, генеральним секретарем Хіспано-Лусо — Американського інституту міжнародного права, членом Асоціації міжнародного права, Американського товариства міжнародного права, Панамської юридичної академії, Національної асоціації адвокатів, Панамського інституту іспанської культури, Боліварійського товариства Панами, Латиноамериканського інституту перспективних досліджень, Панамської академії історії, Аргентинська асоціація міжнародного права, активний клуб 20-30 Панами та клуб ківанів Панами.